# Geotermalna elektrana
Geotermalna elektrana je kao svaka druga elektrana, osim što se para ne proizvodi izgaranjem fosilnih ili drugih goriva, već se crpi iz zemlje. Daljnji je postupak s parom isti kao kod konvencionalne elektrane: para se dovodi do parne turbine, koja pokreće rotor električnog generatora. Nakon turbine para odlazi u kondenzator, kondenzira se, da bi se tako dobivena voda vratila natrag u geotermalni izvor.
Riječ geotermalna dolazi od grčkih riječi geo (zemlja) i therme (toplina). Pod pojmom geotermalna energija smatramo onu energiju koja se može pridobiti iz Zemljine unutrašnjosti i koristiti u energetske ili neke druge svrhe.

## Povijest korištenja geotermalne energije
Povijest geotermalne energije seže u davnu prošlost, kada su još antički narodi geotermalne izvore koristili za kupanje i grijanje, te u medicinske svrhe. Iako se geotermalna energija na ovaj način koristila stoljećima, prva upotreba geotermalne energije u industriji dogodila se u 18. stoljeću, a prvi pokušaj proizvodnje električne energije iz geotermalne energije dogodio se tek u 20. stoljeću.
Krajem 18. stoljeća u Italiji (Pisa) se na Larderello polju pomoću pare iz geotermalnih izvora izdvajala borna kiselina. 1904. Prince Piero Ginori Conti počeo je koristiti paru na Larderellu za pogon male turbine, te je time omogućio rad četiri električne žarulje, što je ujedno bila i prva upotreba geotermalne energije u proizvodnji električne energije. Nešto kasnije, 1911. započeta je gradnja prve geotermalne elektrane snage 250 kW, koja je proizvodila struju za rad talijanske željeznice. Do 1975. geotermalna elektrana Larderello je imala ukupnu instaliranu snagu od 405 MW, a danas proizvodi 10% ukupne svjetske proizvodnje iz geotermalne energije s 4 800 GWh godišnje, što iznosi oko četvrtine ukupne godišnje potrošnje Hrvatske.
Nakon uspjeha koji je postignut tih ranih godina u Italiji, nekoliko drugih zemalja započelo je s istraživanjima i korištenjem geotermalne energije. 1919. u Japanu je izbušen prvi geotermalni izvor, a 1921. John D. Grant je sagradio prvu geotermalnu elektranu u Kaliforniji koja je omogućila osvjetljavanje cijelog hotelskog kompleksa u tom području. 1958. sagrađena je geotermalna elektrana na Novom Zelandu, 1959. u Meksiku, a u narednim godinama pridružile su se i mnoge druge zemlje.
Kada govorimo o geotermalnoj energiji, važno je spomenuti i 1852., kada je William Thomson izumio toplinsku pumpu, te 1912. kada je Heinrich Zoelly patentirao ideju korištenja toplinske pumpe za pridobivanje topline iz tla. 1946. Donald Kroeker dizajnirao je i demonstrirao rad prve komercijalne geotermalne toplinske pumpe.
1967. godine u Sovjetskom Savezu je prvi puta demonstrirana elektrana koja koristi binarni proces, što je omogućilo dobivanje energije iz izvora s puno nižim temperaturama. 2006. Chena Hot Springs na Aljaski započeli su s proizvodnjom električne energije iz geotermalnog izvora temperature samo 57 °C. Danas se najveći geotermalni sustav korišten za grijanje nalazi na Islandu i zadovoljava 89% potreba te zemlje za grijanjem kućanstava. Najveca geotermalna elektrana na Islandu je geotermalna elektrana Hellisheiði.
Geotermalne elektrane Geysers u Kaliforniji imaju 22 geotermalne elektrane ukupne snage 1517 MW, što čini najveću skupinu geotermalnih elektrana u svijetu. Hrvatska je zasada svoj geotermalni potencijal u smislu proizvodnje električne energije potpuno zanemarila. S druge strane geotermalna energija u toplicama se koristi već dugi niz godina. Geotermalna elektrana Malitbog je trenutno najveća samostalna geotermalna elektrana na svijetu. Nalazi se na Filipinima, u provinciji Malitbog. Instalirana snaga te elektrane je 232,5 MW. Inače u okolici tog postrojenja ima još 8 geotermalnih elektrana, tako da su Filipini trenutno drugi u svijetu po proizvodnji geotermalne energije. Najnovija istraživanja su pokazala da 27% električne energije na Filipinima potječe od geotermalnih izvora.

## Iskorištavanje geotermalne energije u energetici
Na samom početku nastanka Zemlje, sve kopnene mase su bile spojene u jedan gigantski kontinent nazvan Pangea, nakon čijeg je raspada Zemljina kora počela poprimati današnji oblik. Kontinenti su dio kore i u neprestanom su gibanju. Teorija tektonike ploča pretpostavlja da se Zemljina površina sastoji od nekoliko velikih krutih ploča (kontinentalne i oceanske), na čijim granicama dolazi do horizontalnog pomicanja. Procesi u Zemljinoj unutrašnjosti mogu pomicati ploče tako da između njih nastaju procjepi, ili pomicati ploče jednu prema drugoj, skraćujući i/ili savijajući ih, kao i skliznuti jedna ispod druge prilikom njihova kontakta. Navedena gibanja na mjestima dodira imaju za posljedicu česte potrese, no istovremeno to su i mjesta značajnijih geotermalnih resursa.
S točke gledišta iskorištavanja geotermalne energije, najznačajnija geotermalna polja se očekuju duž rubova velike Pacifičke ploče, tzv. Pacifički vatreni prsten ili Tihooceanski vatreni pojas.
Temperatura Zemljine unutrašnjosti raste s dubinom. Na dubini od 80 do 100 km temperatura stijena iznosi između 600 i 1 200 °C. Toplina neprestano struji od izvora u Zemljinoj unutrašnjosti prema površini. Temperatura Zemljine površine najviše ovisi o zračenju Sunca. Utjecaj tog zračenja opaža se u gornjim dijelovima kore do dubine 30 metara. Na toj dubini temperatura je stalna. Porast temperature s dubinom Zemlje naziva se geotermalni gradijent.
Upravo je geotermalni gradijent jedan od prvih pokazatelja koji upućuje na potencijalno ležište. Karte geotermalnih gradijenata ukazuju na područja lokalnih anomalija. Srednja vrijednost geotermalnog gradijenta primjerice za Europu iznosi 0,03 °C/m, dok u Hrvatskoj postoje dva različita područja:
- Dinaridi i Jadran: 0,015° - 0,025 °C/m,
- Panonski dio: >0,04 °C/m.

### Načini pretvorbe geotermalne energije u električnu energiju
O vrsti geotermalnog ležišta ovisi izbor tehnologije za proizvodnju električne energije. Temperatura geotermalnog fluida osnovna je odrednica:
| Temperatura ležišta                          | Fluid u ležištu | Primjena                                            | Tehnologija |
| -------------------------------------------- | --------------- | --------------------------------------------------- | --- |
| > 220 °C (visoko temperaturna ležišta)       | Voda ili para   | Proizvodnja električne energije                     | Parna turbina (engl. Flash Steam); Kombinirani ciklus (parna turbina i binarni proces); Izravno korištenje fluida; Izmjenjivač topline; Toplinska crpka |
| 100° – 220 °C (srednja temperaturna ležišta) | Voda            | Proizvodnja električne energije; Izravno korištenje | Binarni proces; Izravno korištenje fluida; Izmjenjivač topline; Toplinska crpka                                                                         |
| 50° – 150 °C (niska temperaturna ležišta)    | Voda            | Izravno korištenje                                  | Izravno korištenje fluida; Izmjenjivač topline; Toplinska crpka                                                                                         |

Za pogon turbine geotermalna energija koristi paru. Para (vlažna ili suha) može biti dobivena direktno iz ležišta, a može se također umjetno proizvoditi u vrućim suhim stijenama, takozvanim naprednim geotermalnim sustavima.
U ležištima s nižim temperaturama fluida, para za pogon turbina dobiva se posredno, zagrijavanjem radnog fluida s vrelištem nižim od vrelišta vode. Razlikujemo Organski Rankineov ciklus (ORC), te tzv. Kalina proces. Razlika je u sastavu radnog fluida, ORC koristi organske sastojke tipa toluol, pentan, propan, te ostale ugljikovodike, dok se u Kalina ciklusu koristi mješavina amonijaka i vode. Kalina ciklus nailazi na odbojnost upravo zbog korištenja amonijaka.
U svakom slučaju, geotermalne elektrane se mogu podijeliti u tri osnovna tipa: postrojenja sa suhom parom, postrojenja s isparavanjem (jednostrukim i dvostrukim), te binarna postrojenja.

#### Geotermalne elektrane sa suhom parom
Postrojenja sa suhom parom su prvi tip geotermalnih elektrana koje su postigle komercijalni status. Upravo prvo postrojenje instalirano 1904. u mjestu Larderello u Toskani u Italiji bilo je takvo postrojenje. Koriste suhozasićenu ili pregrijanu paru s tlakovima višim od atmosferskog tlaka, direktno iz ležišta bogatog parom.
Para se, dakle, može direktno iz proizvodne bušotine dovoditi u turbinu i nakon ekspanzije ispuštati u atmosferu. Općenito je generirana para pregrijana, te sadrži samo male količine drugih plinova, uglavnom CO2 i H2S. Ovakav direktni ciklus bez kondenzacije je najjednostavnija i najjeftinija opcija za proizvodnju električne energije iz geotermalne energije. Primjenjuju se u slučajevima kada para sadrži velik udio nekondenzirajućih plinova.
Kod postrojenja s kondenzacijom, para se kondenzira na izlazu iz turbine i hladi u konvencionalnim rashladnim tornjevima. Nastali kondenzat može se koristiti u rashladnom sustavu elektrane i utiskivati nazad u ležište. Na taj način ležište se obnavlja, te se održava potreban tlak. Geotermalna elektrana Larderello u Italiji i geotermalne elektrane Geysers u Kaliforniji najveća su svjetska ležišta sa suhom parom. Ukupno instalirana snaga postrojenja sa suhom parom u 2004. godini iznosila je 2 460 MW što predstavlja 28% ukupne svjetske instalirane snage. Prosječna snaga postrojenja sa suhom parom je 39 MW.

#### Geotermalne elektrane s isparavanjem
U vodom dominantnim ležištima primjenjuje se tehnologija geotermalnih elektrana s isparavanjem. Energent je, u ovome slučaju, voda pod tlakom. Budući da je tlak u bušotini općenito niži od tlaka u ležištu, voda pod tlakom u bušotini struji prema površini. Kao posljedica pada tlaka, određeni dio kapljevine isparava i bušotina istovremeno daje toplu vodu i paru, s tim da je voda dominantna faza. Stoga se ta ležišta također nazivaju i ležišta s vlažnom parom.
Geotermalna voda često sadrži veliku količinu otopljenih minerala, uglavnom klorida, bikarbonata, sulfata, borata, fluorida i silicija. To može prouzročiti zasoljenje cjevovoda i postrojenja. Ovakva eksploatacijska polja proizvode veliku količinu otpadne vode, te je upravo zbog velike količine otopljenih minerala, geotermalni fluid potrebno vratiti natrag u ležište, putem utisne bušotine. Vlažna para se ne može koristiti kod standardnih turbina bez rizika oštećenja turbinskih lopatica. Stoga se, kod svih instalacija koje koriste ležišta vlažne pare koriste separatori za odvajanje pare od vode. Proizvodnja električne energije iz ovih polja se ostvaruje pomoću isparavanja kapljevitog geotermalnog fluida u jednom ili nekoliko isparivača na površini.
Od 2004. godine je 135 postrojenja toga tipa u radu u 18 zemalja diljem svijeta. Postrojenja s jednostrukim isparavanjem čine 29% od svih geotermalnih postrojenja i približno 40% od ukupno instalirane snage geotermalnih elektrana u svijetu. Jedinične snage se kreću od 3 do 90 MW, dok je prosječna snaga 28,1 MW po jedinici.
Postrojenje s dvostrukim isparavanjem predstavlja poboljšanje s obzirom na postrojenje s jednostrukim isparavanjem, u tom smislu da daje 15 – 25% više izlazne snage, za iste uvjete geotermalnog fluida. Postrojenje je složenije, skuplje i zahtjevnije po pitanju održavanja, ali više dobivene izlazne snage najčešće opravdava instaliranje takvih postrojenja. Postrojenja s dvostrukim isparavanjem su prilično brojna i nalaze se u radu u 9 zemalja. Sredinom 2004. u radu je bilo 70 takvih jedinica, 15% od ukupnog broja geotermalnih elektrana. Jedinične snage se kreću u području 4,7 do 110 MW, dok je prosječna jedinična snaga oko 30 MW.

#### Geotermalne elektrane s binarnim ciklusom
Geotermalne elektrane s binarnim ciklusom su, po termodinamičkom principu, najbliže termoelektranama na fosilna goriva ili nuklearnim elektranama, kod kojih radni fluid izvodi stvarni zatvoreni ciklus. Radni fluid, odabran prema povoljnim termodinamičkim svojstvima, prima toplinu od geotermalnog fluida, isparava, ekspandira u turbini, kondenzira, te se vraća u isparivač pomoću napojne pumpe.
Prva binarna geotermalna elektrana stavljena je u pogon nedaleko mjesta Petropavlovsk na ruskom otoku Kamčatka 1967. Imala je snagu 670 kW, te je opsluživala malo selo i nekoliko farmi kako s električnom energijom, tako i toplinom za potrebe staklenika.
Danas su binarna postrojenja najčešće korišteni tip geotermalnih elektrana s ukupnom instaliranom snagom 274 MW. Čine 33% od svih geotermalnih elektrana u radu, ali proizvode samo 3% od ukupne snage. Očigledno, prosječna snaga po jedinici je mala, samo 1,8 MW, iako dolaze u eksploataciju i jedinice sa snagama 7 - 10 MW s tzv. naprednim ciklusom. Također je nekoliko postrojenja s binarnim ciklusom pridodano postojećim postrojenjima s isparavanjem kako bi se što više iskoristilo topline iz geotermalnog fluida.
Binarna postrojenja omogućavaju pretvorbu geotermalne topline u električnu energiju iz nisko temperaturnih ležišta tople vode (tzv. vodom dominantnih ležišta) s temperaturom preko 85 °C. Također, ta je tehnologija pogodna i za eksploataciju srednje temperaturnih izvora s vlažnom parom s visokim omjerom voda/para kod temperatura koje su preniske za praktičnu primjenu sustava s isparavanjem. Binarna postrojenja pretvaraju toplinu srednje temperaturnih izvora u električnu energiju efikasnije nego ostale tehnologije.
Kod binarnih postrojenja izmjenjivač topline prenosi toplinu s geotermalnog fluida dobavljenog iz proizvodne bušotine u primarni krug na lako hlapljivi radni fluid u sekundarnom krugu, kao što su halogeni ugljikovodici (npr. freon, frigen), propan, izobutan, pentan, amonijak. Taj je termodinamički ciklus poznat kao organski Rankineov ciklus ili ORC. Radni fluid u sekundarnom krugu isparava u isparivaču pomoću geotermalne topline iz primarnog kruga. Para ekspandira prolaskom kroz turbinu (u ovom se slučaju često naziva “organska turbina”), koja je spojena s električnim generatorom. Ispušna para se kondenzira u vodom ili zrakom hlađenom kondenzatoru, a kondenzat se napojnom pumpom vraća u isparivač. Ohlađena geotermalna voda može se ispustiti u okoliš ili vratiti natrag u ležište bez isparavanja, što minimalizira problem taloženja otopljenih minerala.
Tipične jedinične snage su 1 – 3 MW. Tehnologija binarnih postrojenja se pojavljuje kao najisplativiji, najefikasniji i najpouzdaniji način za pretvorbu velikog broja nisko temperaturnih izvora u električnu energiju, kojih je relativno dosta po svijetu.
Iskoristivost binarnih postrojenja poboljšana je uvođenjem Kalina tehnologije. Mješavina vode i amonijaka isparava unutar konačnog temperaturnog područja, proizvodeći dvokomponentnu paru (npr. 70% amonijak i 30% voda), za razliku od ORC koji se temelji na čistim fluidima koji isparavaju kod određene temperature isparavanja. No danas postoji tek jedna geotermalna elektrana koja koristi Kalina ciklus, Husavik na Islandu i koja je raspoloživa za usporedbe; nekoliko ih je u fazi izgradnje. Nasuprot tome, ORC je ovladana tehnologija sa stotinama MW instaliranih različitih postrojenja diljem svijeta.

## Usporedba geotermalnih elektrana s konvencionalnim elektranama
Bez obzira na to koristi li se geotermalna energija za proizvodnju električne energije ili izravno, karakteristike geotermalnih ležišta određuju tehnologiju za iskorištavanje. Geotermalni fluid često sadrži velike količine plinova kao što je sumporovodik i razne kemijske otopine koje mogu biti i vrlo otrovne. Zbog toga se mogu pojaviti problemi korozije, erozije i taloženja kemijskih spojeva što dovodi do propadanja cjevovoda i turbine, pa čak i smanjenja učinkovitosti postrojenja. Ti problemi se izbjegavaju kombinacijom upotrebe materijala otpornih na koroziju, kontrolom temperature fluida, pročišćavanjem pare i uporabom sredstava za sprječavanje korozije.
Specifičnosti geotermalnih elektrana:
- nema izgaranja fosilnih goriva, što smanjuje troškove, ali također minimalizira i zagađenje okoliša;
- niska temperatura i tlak pare ima za posljedicu nisku termodinamičku iskoristivost postrojenja (tipično ~15%) u usporedbi s termoelektranama na fosilna goriva (35-38%);
- dugotrajni i složeni postupak puštanja u pogon svrstava geotermalne elektrane pogodnijima za pokrivanje baznog opterećenja nego za pokrivanje vršnog opterećenja;
- geotermalne elektrane trebaju biti smještene što bliže proizvodnoj bušotini kako bi se izbjegli transportni gubici;
- geotermalna elektrana snage 100 MW troši oko 80 tona/sat pare. Taj se protok obično postiže s više proizvodnih bušotina koje crpe isto ležište;
- para ima popriličnu količinu minerala, koji uvjetuju eroziju i koroziju elemenata turbine. To zahtijeva kontinuirano i značajno održavanje;
- početni troškovi geotermalne elektrane su viši jer je osim elektrane potrebno izgraditi i bušotinu, što predstavlja zapravo najveći trošak. Međutim, s vremenom se troškovi smanjuju jer je raspoloživost resursa stabilna i predvidiva. Također, geotermalna elektrana nije ovisna o tržišnim kretanjima cijena energenata

## Geotermalna energija u Hrvatskoj
U Hrvatskoj postoji tradicija iskorištavanja geotermalne energije iz prirodnih izvora u medicinske svrhe i za kupanje. Brojne toplice koriste upravo geotermalnu energiju (Varaždinske Toplice, Daruvarske Toplice, Stubičke Toplice, Lipik, Topusko itd.). Proizvodnja geotermalne vode za navedene toplice prije se vršila kroz prirodne izvore, dok se danas uz prirodni protok koristi geotermalna voda iz plitkih bušotina. Ukupno postoji 28 nalazišta, od kojih je 18 u upotrebi.
INA-Naftaplin je 1970-ih godina započela s istraživanjem rezervi nafte i plina na poljima u kontinentalnom dijelu Hrvatske. Istražne bušotine pokazale su postojanje izvora tople vode. Najviše istražena ležišta, a ujedno i ležišta s najvišom temperaturom geotermalnog fluida su ležište u blizini Koprivnice (Kutnjak-Lunjkovec) i Bjelovara (Velika Ciglena), u kojoj je i sagrađena najveća geotermalna elektrana u Hrvatskoj.